# Đurđica Bjedov

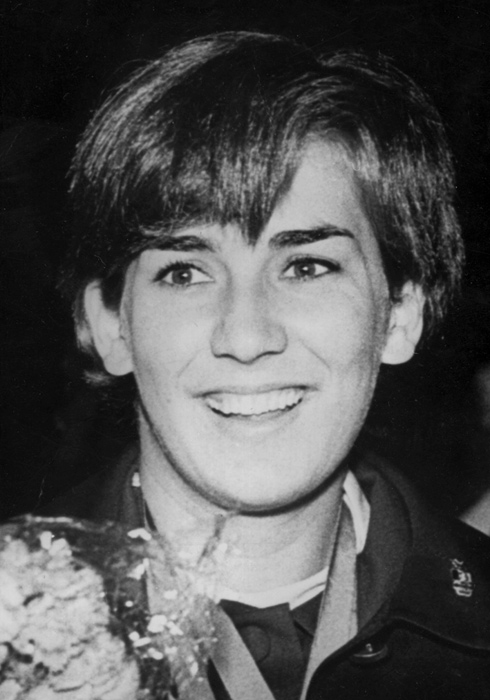
Đurđica Bjedov (1968)

Đurđica Bjedov (* 5. April 1947 in Split) ist eine ehemalige jugoslawische Schwimmerin mit kroatischer Nationalität. Bei den Olympischen Sommerspielen 1968 in Mexiko-Stadt wurde sie Olympiasiegerin über 100 m Brust und gewann die Silbermedaille über 200 m Brust. Sie ist die einzige jugoslawische Schwimmerin, die jemals Olympiasiegerin im Schwimmen wurde.

## Karriere
Die 1,70 m große Đurđica Bjedov vom PK Mornar aus Split war vielfache jugoslawische Meisterin. Bei den Europameisterschaften 1966 in Utrecht schied sie im Vorlauf aus.
1968 wurde sie vom jugoslawischen Verband für die Olympischen Spiele in Mexiko-Stadt nominiert, weil sie als beste jugoslawische Brustschwimmerin für die 4-mal-100-Meter-Lagenstaffel benötigt wurde. Die jugoslawische Staffel mit Zdenka Gašparac, Đurđica Bjedov, Mirjana Šegrt und Ana Boban schwamm die elftbeste Zeit, wurde aber disqualifiziert. Am Tag nach der Staffelentscheidung fanden die Vorläufe über 100 Meter Brust statt. Vorlaufschnellste war Ana Maria Norbis aus Uruguay, Bjedov war Zweitschnellste. Im Halbfinale war Norbis erneut die Schnellste, Bjedov erreichte das Finale mit der fünftschnellsten Zeit der Halbfinalläufe. Im Endlauf siegte Bjedov mit einer Zehntelsekunde Vorsprung auf Galina Prosumenschtschikowa aus der Sowjetunion, Bronze ging an Sharon Wichman aus den Vereinigten Staaten, die Weltrekordlerin Catherine Ball aus den Vereinigten Staaten wurde Fünfte und Norbis nur Achte. Am Tag nach ihrem Olympiasieg hätte Đurđica Bjedov über 200 Meter Lagen starten sollen, trat aber nicht an. Zwei Tage später schwamm sie in den Vorläufen über 200 Meter Brust die siebtbeste Zeit und musste deshalb im Finale auf der Außenbahn starten. Gegenüber dem Vorlauf verbesserte sie sich im Endlauf um fast vier Sekunden und schlug mit zwei Sekunden Rückstand als Zweite hinter Sharon Wichman an. Galina Prosumenschtschikowa hatte als Drittplatzierte 0,6 Sekunden Rückstand auf Bjedov.
Zwei Jahre nach den Olympischen Spielen fand in Turin die Universiade 1970 statt. Bjedov gewann Silber mit der jugoslawischen 4-mal-100-Meter-Freistilstaffel und Bronze mit der 4-mal-100-Meter-Lagenstaffel. Aus der jugoslawischen Lagenstaffel von Mexiko-Stadt waren Mirjana Šegrt und Ana Boban bei beiden Staffelmedaillen in Turin ebenfalls dabei.
Im Jahr 1987 wurde Đurđica Bjedov in die International Swimming Hall of Fame aufgenommen. In der Laudatio wurde sie als eine der größten Überraschungen der olympischen Geschichte bezeichnet.
Bjedovs 1972 geborene Tochter Anamarija Petričević trat 1988 bei den olympischen Schwimmwettbewerben an, erreichte aber kein A-Finale.